# L'Enfer des amants
Pour plus de détails, voir Fiche technique et Distribution.
L'Enfer des amants (Il cavaliere del sogno) est un melodramma strappalacrime italien réalisé par Camillo Mastrocinque et sorti en 1946.

## Synopsis
Le film raconte, de manière romancée, un célèbre épisode amoureux de la vie de Gaetano Donizetti (1797-1848). Le rêve d'amour de Luisa di Cerchiara, dame d'honneur à la cour de Naples dans le royaume des Deux-Siciles, et de Donizetti s'est réalisé lorsqu'ils se sont rencontrés dans une auberge de montagne en Engadine. À l'époque, Donizetti venait de devenir veuf, tandis que Luisa était mariée à un maréchal de l'empire d'Autriche.

## Fiche technique
- Titre français : L'Enfer des amants ou Donizetti ou Le Chevalier du rêve[1]
- Titre original italien : Il cavaliere del sogno[2]
- Réalisateur : Camillo Mastrocinque
- Scénario : Camillo Mastrocinque, Vittorio Nino Novarese
- Photographie : Arturo Gallea
- Montage : Mario Serandrei
- Musique : Gaetano Donizetti, dirigé par Alessandro Cicognini
- Décors : Sandro Angelini (it)
- Costumes : Vittorio Nino Novarese
- Maquillage : Gustavo Hrdliska
- Production : Luigi Radici, Giovanni Battista Seyta
- Sociétés de production : Seyta, Radici Cinematografica
- Pays de production :  Italie
- Langue originale : italien
- Format : Noir et blanc - 1,37:1 - Son mono - 35 mm
- Durée : 85 minutes
- Genre : Melodramma strappalacrime
- Dates de sortie[3] :
  - Espagne : 21 avril 1947 (Madrid)
  - Italie : 15 septembre 1947 (date sujette à caution, l'exploitation des films durait plusieurs années à l'époque ; visa délivré le 8 octobre 1946[2])
  - France : 1er juillet 1953

## Distribution
- Amedeo Nazzari : Gaetano Donizetti
- Mariella Lotti : Luisa di Cerchiara
- Mario Ferrari : Prince Von Wallenburg
- Dina Sassoli : Virginia Vasselli Donizetti
- Giulio Tomasini : Antonio
- Tito Schipa : Gilbert Duprez, le ténor
- Sergio Tofano : Zingarelli
- Rubi Dalma : Baronne Scotti
- Giulio Stival : José Menendez, le banquier
- Viola Heermann : la gouvernante
- Giulio Donadio : l'inspecteur de police
- Domenico Crosetto : Pettinelli, l'aubergiste
- Guido Lazzarini : Claudio Scotti
- Federico Collino

## Exploitation
Le film est également connu sous le titre original L'elisir d'amore (comme l'un des opéras les plus célèbres de Donizetti, dont la musique est utilisée dans le film), il a ensuite été réédité sous le titre L'inferno degli amanti  (Cavaliere del sogno). En France, il est pareillement connu sous les titres L'Enfer des amants, Le Chevalier du rêve ou sous le nom du personnage central du film : Donizetti.
Le film a rencontré le succès en Italie, avec presque 3 millions de billets vendus, il se place à la 8e position du box-office Italie 1946.